# Jacques Le Cordier
Jacques Le Cordier (1904-2003) est un évêque catholique français, premier évêque du nouveau diocèse de Saint-Denis (Seine-Saint-Denis) entre 1966 et 1978. C'est à l'occasion de sa désignation que la basilique Saint-Denis devient une cathédrale.

## Repères biographiques
Ordonné prêtre le 29 juin 1928, Jacques Le Cordier a été nommé évêque auxiliaire de Paris le 15 mai 1956, avant d'être consacré le 23 juin suivant par le cardinal Maurice Feltin.
Il est ensuite nommé premier évêque du nouveau diocèse de Saint-Denis le 9 octobre 1966. Il reste à la tête de ce diocèse jusqu'au 2 avril 1978.

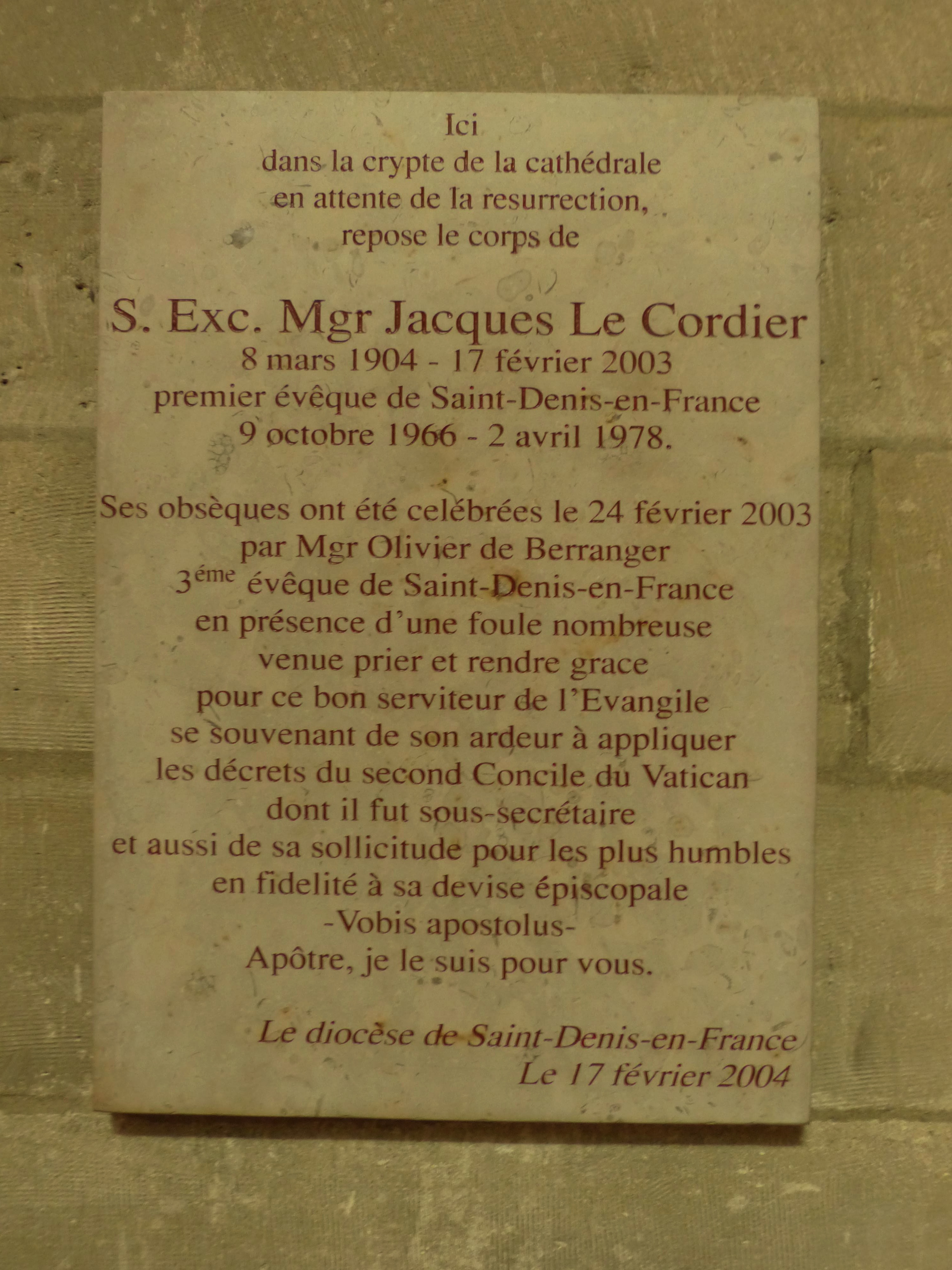
Plaque funéraire dans la basilique-cathédrale de Saint-Denis.

Il meurt à l'âge de 98 ans le 17 février 2003. Ses obsèques sont célébrées dans la basilique Saint-Denis le 24 février 2003 et il est inhumé dans l'une des cryptes.
Sa mère, sous le pseudonyme de Colette Henri-Ardel, fut écrivaine de romans sentimentaux.